# 湯瑪斯·皮克提
湯瑪斯·皮凱提（法語：Thomas Piketty，法語：[tɔma pikɛti]，1971年5月7日—）是一位专注于研究收入与贫富不均的法国经济学家。他是社会科学高等学院 (EHESS) 的教学主任以及巴黎经济学院的教授。 他在其2013年的畅销书《二十一世纪资本论》中讨论了他对过去250年的财富集中与分布的研究。他认为由于发达国家的资本回报率始终高于经济增长率，这将导致财富不均逐步扩大。因此他提出通过征收全球性财产税来进行财富再分配以解决这个问题。

## 生平
皮凱提于1971年5月7日出生在巴黎郊区克利希. 他获得了S-stream (科学组) Baccalauréat (业士文凭)，此后进入大学校预科班。18岁时他进入巴黎高等师范学校同时学习数学和经济学。 22岁时，他在罗杰·格斯奈里指导下写了关于财富再分配的论文而获得社会科学高等学院和伦敦政治经济学院的博士学位。
在获得博士学位以后，皮凱提在1993-1995年间作为经济系助理教授在麻省理工学院教学。1995年他作为一名研究员加入了法国国家科学研究中心，并于2000年成为社会科学高等学院的教学主任。
皮凱提曾获的2002年度法国最佳青年经济学家奖，根据2003年11月11日的一份名单，他是À gauche, en Europe联盟科学界理事会的一员，该组织由米歇尔·罗卡尔和多米尼克·斯特劳斯-卡恩成立。
2006年，皮凱提在他帮助设立的巴黎经济学院中担任
的首任主任。 他在几个月之后离开，成为参选法国总统选举的社会党候选人的经济顾问。 2007年，皮凱提重回巴黎经济学院教书.
他是法国报纸《解放报》的专栏作家，并偶尔为《世界报》写社论。
2012年4月，皮凱提与42位同仁联名写公开信支持当时的社会党法国总统候选人弗朗索瓦·奥朗德。 奥朗德在这一年5月在竞选中赢了寻求连任的尼古拉·萨科齐。
2013年，皮凱提荣获欧洲经济学会颁发的两年一度的伊尔约·约翰松奖，该奖为表彰“为欧洲经济学研究在理论和应用研究方面做出重大贡献”的45岁以下的经济学家。
2020年9月30日，托马斯·皮凯蒂与法国演员奥马·希等人在《世界报》和《解放报》發表联署评论文章，呼吁法国和各国社会及政府对维吾尔等穆斯林少数民族所遭受的侵犯人权行为加以关注，并采取措施。
2021 年 10 月，Thomas Piketty 对西非法语区和中非法语区使用的货币宣布“在 2021 年继续使用 CFA 法郎，这是一种异常形式”。 非洲金融共同体法郎是一种备受诟病的货币。。

## 研究
皮凱提专注于通过历史和统计的方法来研究经济不平等。 他的工作着眼于与经济增长有关的资本积累的速度，时间跨度从19世纪至今，长达200年。他创新地用税务记录来获得上层精英们的数据，以确定他们的资本积累速度以及如何将其与其余的社会与经济进行比较，而这在过去是从未研究过的。他的最新著作《二十一世纪资本论》依靠回溯至250年的经济数据来显示不断增长的财富集中不是自我修正的。为解决这一问题，他提出通过征收全球性的财产税进行财产的再分配。

### 长期经济不平衡的研究
一项关于法国高收入人群的研究项目最终形成Les hauts revenus en France au XXe (20世纪法国高收入; 格拉塞出版社, 2001)一书，该书以包括整个20世纪统计序列的调查为基础， 由来自财政服务的数据构建 (特别是所得税申报数据)。后来他将这一分析拓展成为一本极为畅销的书《二十一世纪资本论》。

### 对法国贫富不均演化的调查
皮凱提的研究成果显示，在法国收入的差别20世纪中急剧下降，大多发生在二战后。他提出这是因为遗产不均下降，而同时工资不均保持稳定造成的。皮凱提说，这一时期贫富不均的缩小，是战后高累进所得税导致的，高累进所得税通过减少最富有人用来存款的余额打乱了财产积累的动力学。 
皮凱提得出的标准结论是自90年代末发生在法国的减税，降低了对社会的财政贡献，这使得很早就获得大量财富的食利阶级重新建立起来。这一趋势将导致他所称谓的由少数家庭控制大多数财富的世袭资本主义的抬头。
通过统计调查，皮凱提同时表明声称高收入人群的高边际税率使富人倾向于少工作的拉弗效应在法国可能忽略不计。

### 比较研究
皮凱提已经做了其他发达国家贫富不均的比较研究工作。与其他经济学家合作，尤其是伊曼纽尔·赛斯，他根据对法国的研究的类似方法建立了一套统计序列。这一研究形成了美国贫富不均演变的报告， 以及英语世界和欧洲大陆的经济动态学报告。
这些调查发现，和欧洲大陆类似，第二次世界大战后英语国家经历了最初经济不均衡的下降，而在过去超过30年时间里，又经历了经济不均衡的增长。

### 库兹涅茨曲线的批判
皮凱提的工作已经被当做1950年代西蒙·史密斯·库兹涅茨的开拓性工作的一个批判性继承来讨论。 根据库兹涅茨，收入不均的长期演变可以用曲线(库兹涅茨曲线)来表征。从工业革命起源开始增长，后因来自诸如农业的低生产力行业到诸如工业等高生产力部门的劳动力再分配而减弱。
根据皮凱提，库兹涅茨在1950年代早期发现的这一趋势不是深层次经济力量的必要产物(例如，部门外溢或技术进步的效应)。取而代之的财产价值下降，而不是工资不均，并且它们并不是特别因为经济的原因才如此(举例，所得税的创造)。因此，下降不必持续，而实际上，在美国过去30年里，不均衡已经急剧上升，达到了1930年代的水平。

### 其他工作
除以上组成其核心研究工作的调查外，皮凱提还在其他与经济不平衡相关的领域发表了成果。例如，他对学校的研究假定不同学校差异很大，特别是班级大小，是引起工资和经济不平衡持久存在的一个原因。 他也提出了改变法国退休金和税收制度的方案再同英国工党领袖谈话时，他陈述说明对于收入超100万英镑的人群提高税率50%不会影响英国经济。

### 二十一世纪资本论
2014年出版的《二十一世纪资本论》集中讨论了自18世纪以来欧美的财富和收入不均。本书中心论点认为贫富不均是资本主义的特点而不是偶然的，并只能通过政府干预才能发生扭转。 他认为除非对资本主义进行改革，否则真正的民主秩序会受到威胁。 这本书于2014年5月18日荣登纽约时报精装非小说类畅销书排行榜第一名。